# Алгоритм Бройдена — Флетчера — Гольдфарба — Шанно
Алгоритм Бройдена - Флетчера - Гольдфарба - Шанно (англ. Broyden–Fletcher–Goldfarb–Shanno (BFGS)) - ітеративний метод числової оптимізації, призначений для знаходження локального максимуму / мінімуму нелінійної функції без обмежень (є спірними слова "без обмежень", див. примітка).
Даний метод є одним з найрозповсюдженіших серед класу квазіньютонівських методів. У квазіньютонівських методах гессіан функції не обчислюється безпосередньо, а визначається приблизно, на основі дій зроблених до цього з матрицею Гессіана за допомогою градієнтної оцінки. Вектор градієнта функції помилки вираховується за допомогою звичайної процедури зворотнього розповсюдження помилки.  
Примітка: Метод Бройдена - Флетчера - Гольдфарба - Шанно не дає повного сходження та його рішення пошуку погрішності не вираховує до кінця погрішність в реальності часу, як наслідок в метод необхідно додавати нові складові для визначення збільшеності погрішності в часі, так як сама постановка задачі не має повноти визначення в алгоритмі (сама задача поставлена локально). Метод не вирішує визначення погрішності, необхідно метод розширити новими змінними для рішення розвитку сходження методу. Тобто: Погрішність повинна стати не врахуванням помилки для визначення поточного результату, погрішність методу повинна стати функцією зміни результату в залежності від зміни часу. 

## Детальна інформація
Матриця Гессіана (або Зворотній гессіан) - {\displaystyle V\approx H^{-1}} - це матриця розміру n × n (де n - довжина вектора градієнта g).
Значення {\displaystyle V} обчислюються на кожному кроці алгоритму наступним чином.
{\displaystyle V_{0}=1}
{\displaystyle V_{k+1}=V_{k}-{\frac {V_{k}\centerdot s\centerdot s^{T}\centerdot V_{k}}{s^{T}\centerdot V_{k}\centerdot s}}+{\frac {r\centerdot r^{T}}{s^{T}\centerdot s}}}       (1)
де 
{\displaystyle r=\vartriangle g_{k}=g_{k}-g_{k-1}} - це зміна градієнту,
{\displaystyle s=\vartriangle W_{k}=W_{k}-W_{k-1}} - зміна ваг
Також існують модифікації даного методу. Наприклад алгоритм з обмеженим використанням пам'яті (L-BFGS), який призначений для рішення нелінійних задач з великою кількістю невідомих (зазвичай більше 1000). Або ж модифікація з обмеженим використанням пам'яті в багатовимірному кубі (L-BFGS-B).
Даний метод знаходить мінімум будь-якої подвійно диференційованої безперервно-випуклої функції. Метод Ньютона та методи BFGS не гарантують сходження, якщо функція не має квадратичного розкладу Тейлора близького до оптимального. Проте, BFGS довели свою ефективність навіть для негладких оптимізацій.

## Алгоритм методу
Алгоритм складається з наступної послідовності кроків :
1. Ініціалізуємо вагові коефіцієнти (випадковими малими значеннями) і встановимо початкове значення наближення зворотнього гессіана.
2. Обчислимо значення градієнту g.
3. Виконаємо корекцію значень вагових коефіцієнтів ({\displaystyle \vartriangle W=g\centerdot \tau }; {\displaystyle W_{k+1}=W_{k}-\vartriangle W};  де - {\displaystyle \tau } параметр швидкості навчання)
4. Зберігаємо старе значення градієнту ({\displaystyle g_{old}=g}) та обчислюємо нове значення ({\displaystyle g=g(W)}) і зміну градієнту ({\displaystyle \vartriangle g=g-g_{old}}).
5. Обчислимо значення зворотнього гессіана {\displaystyle V(\vartriangle g,\vartriangle W)} за формулою 1.
6. Обчислимо зміну вагових коефіцієнтів ({\displaystyle \vartriangle W=V\centerdot g}) і виконаємо корекцію параметрів ({\displaystyle W=W-\vartriangle W})
7. Обчислимо похибку ({\displaystyle E(W)})
8. Якщо отримане значення похибки менше, ніж задана точність ({\displaystyle E(W)<\varepsilon }), то алгоритм зупиняється.
9. Якщо точність не досягнута, то повторюємо алгоритм з 4 кроку.

## Програмна реалізація
Реалізація мовою С у рамках проекту GNU Scientific Library (детальніше [Архівовано 8 грудня 2017 у Wayback Machine.]).
Високоточна версія алгоритму мовою С++  - посилання [Архівовано 23 серпня 2017 у Wayback Machine.]. 
Реалізація алгоритму BFGS та схожих алгоритмів (L-BFGS, L-BFGS-B, CG, метод Ньютона) мовою С++ - посилання [Архівовано 11 липня 2017 у Wayback Machine.].
Алгоритм реалізований у бібліотеці SciPy (детальніше [Архівовано 29 жовтня 2020 у Wayback Machine.]) мовою Python. 
Реалізація мовою R - посилання [Архівовано 4 травня 2020 у Wayback Machine.].
Функція з пакету Optimization toolbox мовою Matlab - посилання.